# 切布達爾河
切布達爾河（俄语：Чебдар），是俄羅斯的河流，位於該國南部阿爾泰共和國，屬於巴什考斯河的支流，發源自蘇穆利京斯基嶺，河道全長50公里，流域面積902平方公里。